# Jan Toorop
Jan Toorop (Purworedjo, Illa de Java, 20 de desembre de 1858 - La Haia (Holanda del Sud - Països Baixos), 3 de març de 1928) va ser un pintor neerlandès a cavall entre el simbolisme i el modernisme.
Va néixer a Java i va estudiar a Delft i va ser deixeble d'August Allebé a la Rijksakademie van beeldende kunsten a Amsterdam. Va desenvolupar un estil propi que conjugava motius javanesos i simbòlics. Els seus dibuixos d'àlbers i figures curvilínies van ser en part precursors dels patrons pictòrics de l'art Nouveau.